# Schinkel (commune)
Pour les articles homonymes, voir Schinkel.
Schinkel est une municipalité allemande située dans le land du Schleswig-Holstein et dans l'arrondissement de Rendsburg-Eckernförde